# Comtat d'Altea

Escut d'Altea, Marina Baixa.

El Comtat d'Altea és un títol nobiliari creat el 8 de maig de 1920 pel rei Alfons XIII a favor de José Jorro Miranda, Diputat a Corts i Sotssecretari del Ministeri de Treball.
La seva denominació fa referència al municipi d'Altea, Marina Baixa.

## Comtes d'Altea
|                         | Titular                 | Període                 |
| Creació per Alfons XIII | Creació per Alfons XIII | Creació per Alfons XIII |
| ----------------------- | ----------------------- | ----------------------- |
| I                       | José Jorro Miranda      | 1920-1954               |
| II                      | Jaime Jorro y Beneyto   | 1956-1986               |
| III                     | Carmen Topete y Jorro   | 1987-actual titular     |

## Història dels Comtes d'Altea
- José Jorro Miranda (1875-1954), I comte d'Altea.

1. Casat amb Josefa Beneyto y Rostoll. El succeí el seu fill:

- Jaime Jorro y Beneyto († en 1986), II comte d'Altea.

1. Casat amb Julia González del Valle y Herrero. Sense descendents. El succeí, la filla de la seva germana Carmen Jorro y Beneyto casada amb N. Topete, filla d'ambdós, per tant la seva neboda:

- Carmen Topete y Jorro, III comtessa d'Altea.

1. Casada amb Luis Ochoa Zaragoza.